# Tjimtai
Tjimtai o Tjimtaï (Chimtai o Chimtay) fou kan de l'Horda Oriental (Horda Blava a les fonts turcomongoles i russes i Horda Blanca a les fonts perses) coneguda com a ulus d'Orda. Era fill d'Ibisan Khan. Va succeir al seu oncle Mubarak Khoja el 1344 i va regnar 17 anys fins al 1361.
Cap al final del seu regnat el seu fill Urus (després Urus Khan) li va aconsellar agafar el poder a l'Horda d'Or, però Tjimtai va refusar una intervenció directe i només va enviar al seu germà Ordu Shaykh (que més tard va morir allí). Va morir el 1361 i el va succeir el seu fill Urus Khan. Només Munedjimbashi dona com a successor a un suposat fill de nom Himtai o Khimtai, que hauria regnat dos anys abans de donar pas al seu germà Urus, però els historiadors el consideren una interpolació errònia.
| Tjimtai Casa de Borjigin (Боржигин) (1206-1635) |                                 |                        |
| Precedit per: Mubarak Khoja                     | Khan de l'Horda Blava 1344-1361 | Succeït per: Urus Khan |